# Eugenia myrciariifolia
Eugenia myrciariifolia är en myrtenväxtart som beskrevs av Soares-silva och Marcos Sobral. Eugenia myrciariifolia ingår i släktet Eugenia och familjen myrtenväxter. Inga underarter finns listade i Catalogue of Life.